# Twarożnica
Twarożnica – osada leśna w Polsce w województwie pomorskim, w powiecie chojnickim, w gminie Czersk. 
Miejscowość wchodzi w skład sołectwa Kurcze.
W latach 1975–1998 miejscowość administracyjnie należała do województwa bydgoskiego.